# 倉敷染工
倉敷染工株式会社（くらしきそめこう）は、京都市右京区西京極大門町1にあった倉敷紡績の完全子会社。

## 沿革

### 初代
- 1926年（大正15年）京都府葛野郡京極村字川勝寺小字大門1にて創業。
- 1944年（昭和19年）倉敷紡績に吸収合併され、同社の京都工場となる[1]。

### 2代目
- 1958年（昭和33年） - 倉敷紡績京都工場が倉敷染工として独立（のちに連結子会社化）。
- 2006年（平成18年） - 繊維事業を停止（不動産事業のみ継続）。
- 2007年（平成19年） - 解散。不動産事業の固定資産（ニック産業に賃貸の土地）は倉敷紡績が取得し、賃貸契約を継承[2]。